# Заикин, Дмитрий Иванович
Дми́трий Ива́нович Заи́кин (октябрь 1909 — 4 октября 1983) — советский дипломат. Чрезвычайный и полномочный посол.

## Биография
Член ВКП(б). Окончил Ленинградский машиностроительный институт (отраслевой вуз Ленинградского политехнического института) (1934).
- В 1939—1943 годах — сотрудник генерального консульства СССР в Нью-Йорке.
- В 1943—1946 годах — советник миссии СССР на Кубе.
- В 1946 году — поверенный в делах СССР на Кубе.
- В 1947—1948 годах — заместитель заведующего VI Европейским отделом МИД СССР.
- В 1948—1950 годах — председатель советской делегации по демаркации государственной границы между СССР и Румынией.
- В 1950—1954 годах — советник посольства СССР в Польше.
- В 1954—1956 годах — временный поверенный в делах СССР в Уругвае.
- В 1957—1958 годах — председатель советской делегации в Смешанной советско-польской комиссии по демаркации государственной границы между СССР и ПНР.
- В 1958—1959 годах — председатель советской делегации в Смешанной советско-монгольской комиссии по демаркации государственной границы между СССР и МНР.
- С 18 октября 1959 по 6 апреля 1965 года — чрезвычайный и полномочный посол СССР в Ливии.
- В 1965—1976 годах — на ответственной работе в центральном аппарате МИД СССР.
- В 1976—1981 годах — председатель советской делегации в Смешанной советско-афганской комиссии по демаркации государственной границы между СССР и Афганистаном на пограничных реках.
- В 1981—1983 годах — на ответственной работе в центральном аппарате МИД СССР.

С мая 1983 года в отставке.
Умер 4 октября 1983 года. Похоронен в Москве на Кунцевском кладбище.

## Награды
- орден Дружбы народов (23 октября 1979)
- орден Красной Звезды (3 ноября 1944)
- медали